# Pentagonita
La pentagonita es un mineral de la clase de los filosilicatos. Fue descubierta en 1973 en la presa de Owyhee en el condado de Malheur, en el estado de Oregón (EE. UU.), siendo nombrada así del griego penta que significa "cinco", por su típico hábito con pseudosimetría de cinco lados. Un sinónimo es su clave: IMA1971-039.

## Características químicas
Es un filosilicato hidratado de calcio y vanadio. Es un dimorfo de la cavansita, de igual fórmula química y hábito cristalino similar, que para autores como Ishida sugieren que la cavansita es una forma a baja temperatura de la pentagonita que sería de alta temperatura.

## Formación y yacimientos
Aparece rellenando como costras fracturas en tobas y basaltos, a partir de la alteración de estas rocas.
Suele encontrarse asociado a otros minerales como: cavansita, heulandita, estibina, analcima, apofilita o calcita.